# Première Nation de Pikangikum
La Première Nation de Pikangikum (Bigaanjigamiing, ᐱᑲᐣᒋᑲᒥᐠ / ᐱᑳᐣᒋᑲᒦᐣᐠ en ojibwé) est une Première Nation ojibwée du Nord-Ouest de l'Ontario au Canada. Elle possède une réserve, Pikangikum 14, de 1 808 hectares située dans le district de Kenora. Le principal centre de la Première Nation est la communauté de Pikangikum située sur la rive du lac Pikangikum sur la rivière Berens à environ 100 km au nord du village de Red Lake. En septempre 2011, la Première Nation de Pikangikum avait une population totale enregistrée de 2 443 membres dont 2 334 vivaient sur la réserve. Elle est signataire du Traité 5 et est membre de l'Independent First Nations Alliance et de la Nishnawbe Aski Nation.

## Clans
La Première Nation de Pikangikum est divisée en trois doodems (en) (clans) : caribou (adik), sturgeon (nuhmay) et pelican (zhashagi).

## Gouvernement
La Première Nation de Pikangikum est gouvernée par un conseil élu composé d'un chef, d'un chef adjoint et de neuf conseillers.

## Transports
Pikangikum 14 est principalement accessible en avion via l'aéroport de Pikangikum. Elle est également desservie par un aérodrome aquatique. Une route d'hiver la relie à la Première Nation de Poplar Hill au nord et à Red Lake ainsi que la route 125 au sud.

## Annexe